# NGC 534
NGC 534 (również PGC 5215) – galaktyka soczewkowata (SB0), znajdująca się w gwiazdozbiorze Rzeźbiarza. Odkrył ją John Herschel 23 października 1835 roku.